# Selección de polo de Chile
La selección de polo de Chile es el equipo que representa a la Federación Chilena de Polo en las competencias internacionales. Los integrantes de esta selección son escogidos entre los mejores jugadores de la liga chilena de polo y de los jugadores chilenos que juegan en las ligas extranjeras. Por un reglamento de la Federación Internacional de Polo para clasificar y disputar el Campeonato Mundial de Polo, el equipo no debe tener un hándicap superior a 14 goles.
Ha logrado dos títulos de campeonatos mundiales en México 2008 y Chile 2015, y obtuvo el título de la VII Copa de las Naciones, tras derrotar a Argentina por 7:6 en Palermo, Buenos Aires, en 2016. Además, el conjunto chileno se coronó campeón de la prestigiosa Coronation Cup en julio de 2004, venciendo en la final a Inglaterra, repitiendo la hazaña en 2007. También en su palmarés logró dos medallas de bronce en la Copa Mundial de Polo en Nieve en 2014 y 2016, y se coronó campeón del Men's International Test of Zambia en 2016.

## Participación en mundiales
A lo largo de su historia, Chile ha disputado siete de once mundiales, siendo campeón mundial en dos ocasiones, así como subcampeón en dos y tercero en una. Es considerada una de las tres grandes de América Latina junto a Argentina y Brasil, así como una de las más fuertes del mundo, en el último mundial realizado en Sídney se quedó con el subcampeonato. En la edición Mundial de 2015 se consagra como campeón anfritrión en Santiago.

### Alemania 1989
En el Campeonato Mundial de Polo de 1989 Chile participó por primera vez. Fue eliminado en semifinales y perdió el tercer puesto en manos de la selección campeona en ese entonces, Argentina. El cuarteto chileno estuvo conformado por Felipe Iturrate, Samuel Larraín, Carlos Rabat y Rodrigo Vial.

### Chile 1992
El Mundial de 1992 se disputó en la ciudad de Santiago. El conjunto local, conformado por Jaime Arrau, Jaime García-Huidobro, José Rebolar y Rodrigo Vial, realizó una buena actuación. En la fase de grupos venció a México y a Estados Unidos y en semifinales venció a Inglaterra. En la final perdió por 12-7 ante Argentina.

### Francia 2004
Después de doce años, Chile volvió al mundial en 2004. Chile pasó sin problemas a semifinales, pero perdió ante el conjunto inglés, ganándole al conjunto local por el tercer puesto. Los medallistas de bronce fueron Romano Vercellino, Alejandro Vial, Matías Vial y José Zegers.

### México 2008

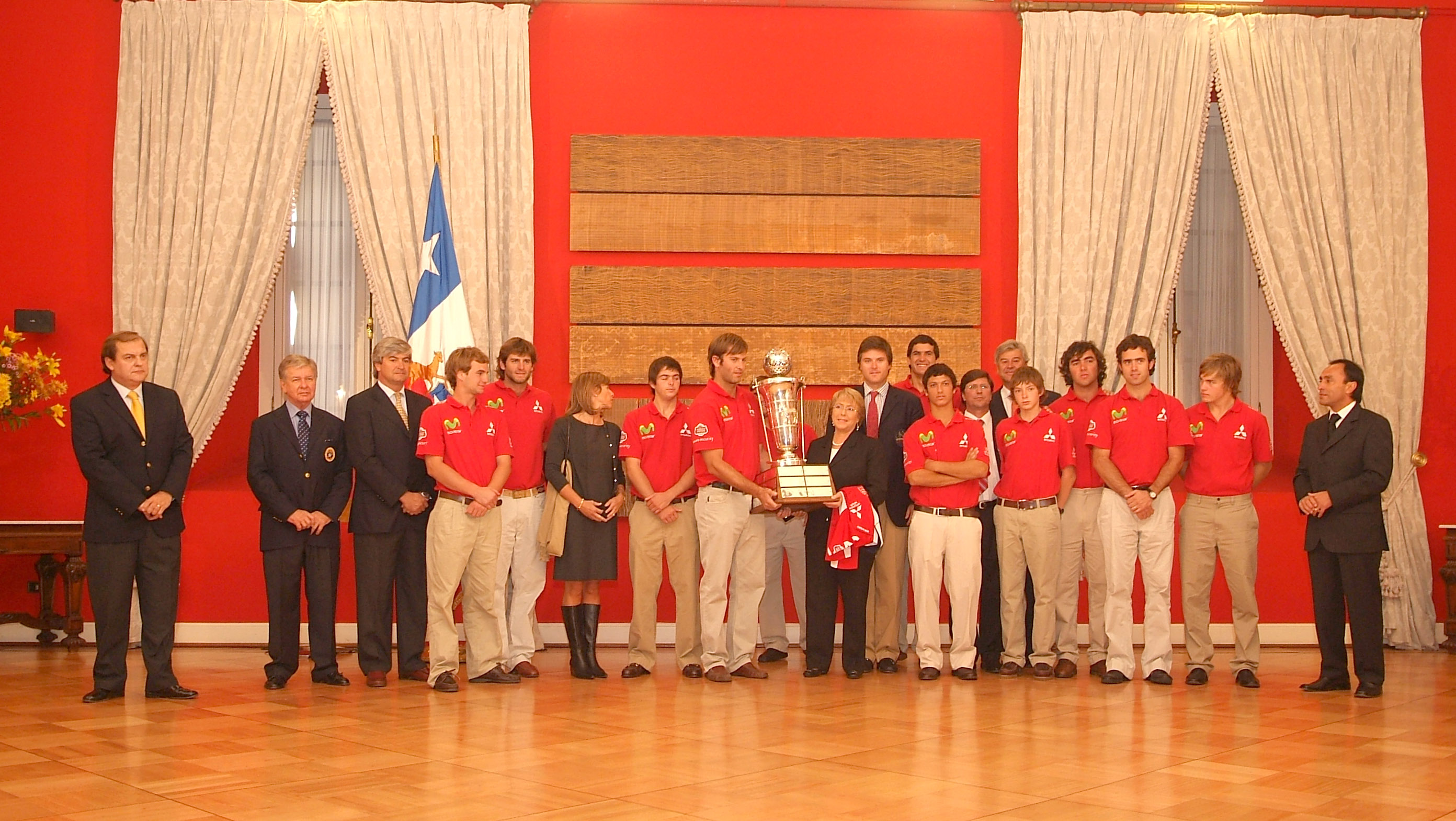
Selección campeona en 2008.

El Mundial de México de 2008 fue el mejor resultado para Chile. En la primera ronda Chile venció a España, Canadá y Nueva Zelanda, clasificando como primero de su grupo. En semifinales venció al conjunto local por apenas un gol. Finalmente venció 11-9 a Brasil, campeón defensor, en la final. El histórico plantel fue conformado por Recaredo Ossa, Romano Vercellino, Alejandro Vial y Matías Vial, quienes se convirtieron en la primera selección chilena, de cualquier deporte colectivo masculino, en ser campeones del mundo. Además Matías Vial Pérez fue el mejor jugador del torneo.

### Argentina 2011
En el Campeonato Mundial de Polo de 2011, el conjunto chileno por primera vez en su historia quedó eliminado en primera ronda, sin poder defender el título.

### Chile 2015

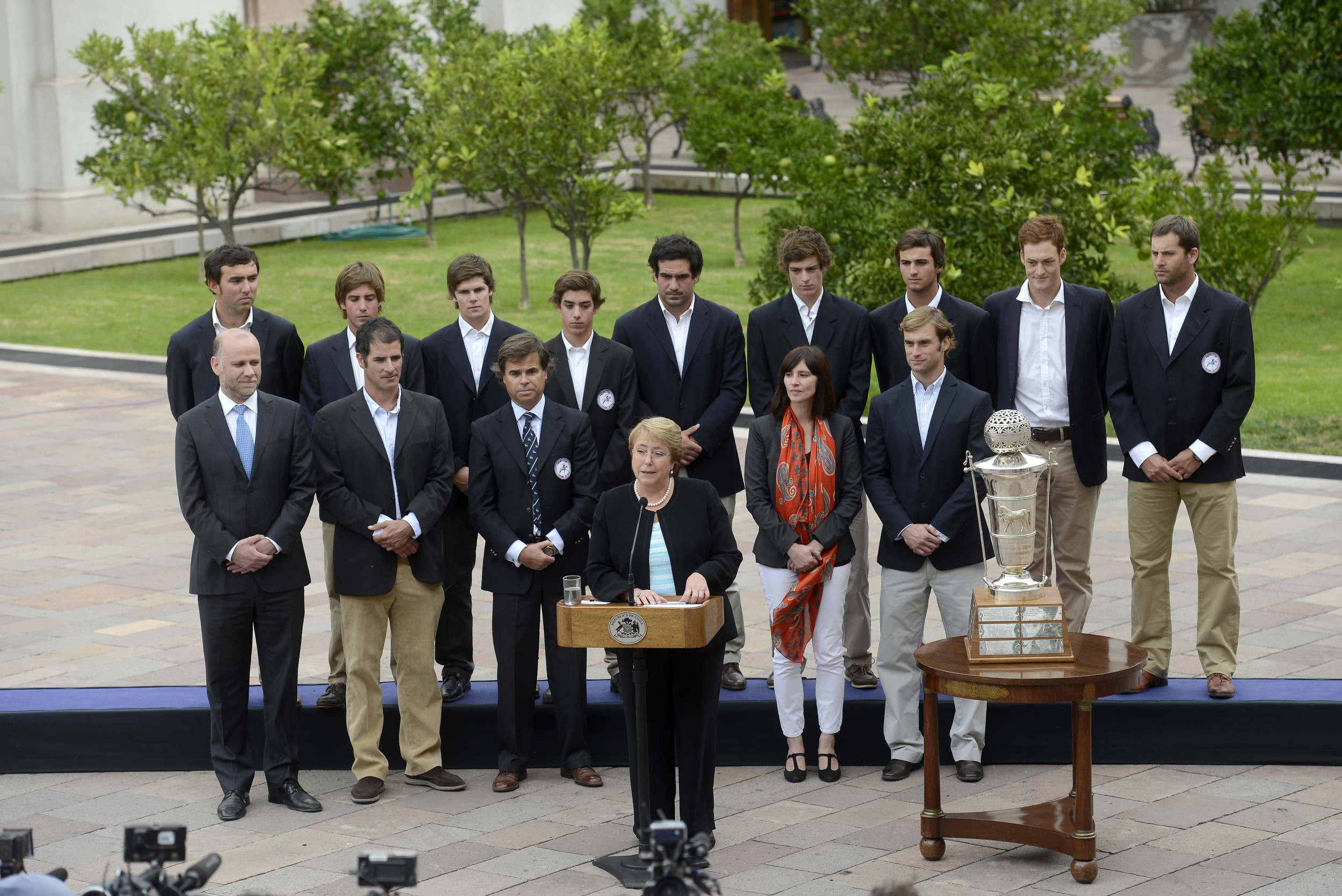
Selección campeona en 2015.

El combinado chileno, conformado por José Miguel Pereira, Mario Silva, Felipe Vercellino e Ignacio Vial, en su calidad de país anfitrión, consiguió su segundo título mundial al vencer por 12-11 al seleccionado de Estados Unidos en la final.

### Australia 2017
En la undécima versión del campeonato, la selección de Chile perdió la final por 8-7 ante Argentina.

## Resumen mundialista
| Campeonato Mundial de Polo | Campeonato Mundial de Polo | Campeonato Mundial de Polo | Campeonato Mundial de Polo | Campeonato Mundial de Polo | Campeonato Mundial de Polo |
| -------------------------- | -------------------------- | -------------------------- | -------------------------- | -------------------------- | -------------------------- |
| 1987:                      | No clasificó               | 1989:                      | 4.º lugar                  | 1992:                      | Medalla de plata           |
| 1995:                      | No clasificó               | 1998:                      | No clasificó               | 2001:                      | No clasificó               |
| 2004:                      | Medalla de bronce          | 2008:                      | Medalla de oro             | 2011:                      | 1.ª fase                   |
| 2015:                      | Medalla de oro             | 2017:                      | Medalla de plata           | 2022:                      | No clasificó               |

## Chile en la Copa del Mundo de Polo en Nieve
Chile en la Copa Mundial de Polo en Nieve de Tianjin alcanzó el tercer lugar en dos oportunidades, en las ediciones de 2014 y 2016.

## Coronation Cup
La Selección de polo de Chile se ha consagrado en tres oportunidades campeón de la Coronation Cup en las ediciones 1998, 2004 y 2007 enfrentando en la final a la Selección de polo de Inglaterra.

## Otros torneos
- 2016 Campeón de la VII Copa de las Naciones de polo.

- 2016 Campeón del Men's International Test of Zambia.